# Ambrogio Gianotti

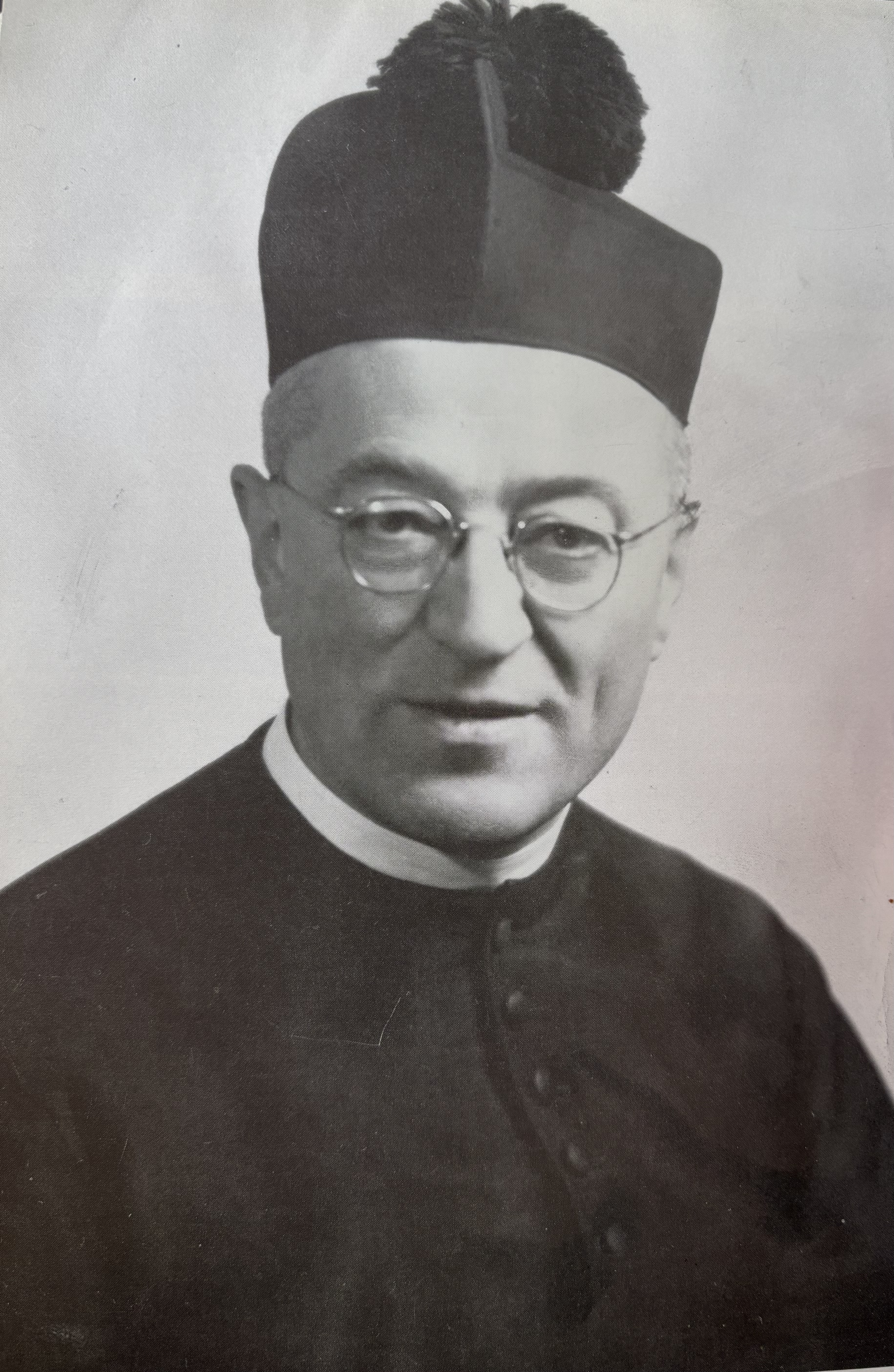
Don Ambrogio Gianotti

Don Antonio Ambrogio Gianotti (Senago, 28 ottobre 1901 – Busto Arsizio, 13 aprile 1969) è stato un presbitero e partigiano italiano.

## Biografia
Nato da una famiglia di umili origini, venne ordinato sacerdote nel 1930 e assegnato alla parrocchia di San Giovanni Battista a Busto Arsizio. Nel 1938 venne trasferito presso il rione di "Strà Brughetto", quartiere limitrofo, presso il quale fondò la parrocchia di Sant'Edoardo, divenendone parroco nel 1946.
Durante la Resistenza, oltre alle normali attività pastorali, si occupò della ricerca di denaro, armi e cibo per le bande partigiane. Fu anche direttore della stampa clandestina della Divisione Alto milanese e del Raggruppamento “Alfredo Di Dio”. Mise a disposizione la propria abitazione per le riunioni di alcuni dei comandanti partigiani più importanti della Repubblica dell'Ossola, i fratelli Di Dio, il comandante Adolfo Marvelli, Eugenio Cefis e Giovanni Marcora ("Albertino"). Si impegnò a guidare l'espatrio in Svizzera di militari sbandati, prigionieri di guerra, di renitenti alla leva della Repubblica di Salò. Sfuggì più volte all'arresto, trovando accoglienza presso il seminario di Venegono Superiore. Il suo impegno nella resistenza terminò il 25 aprile, quando dal suo studio partì l'ordine di insurrezione.

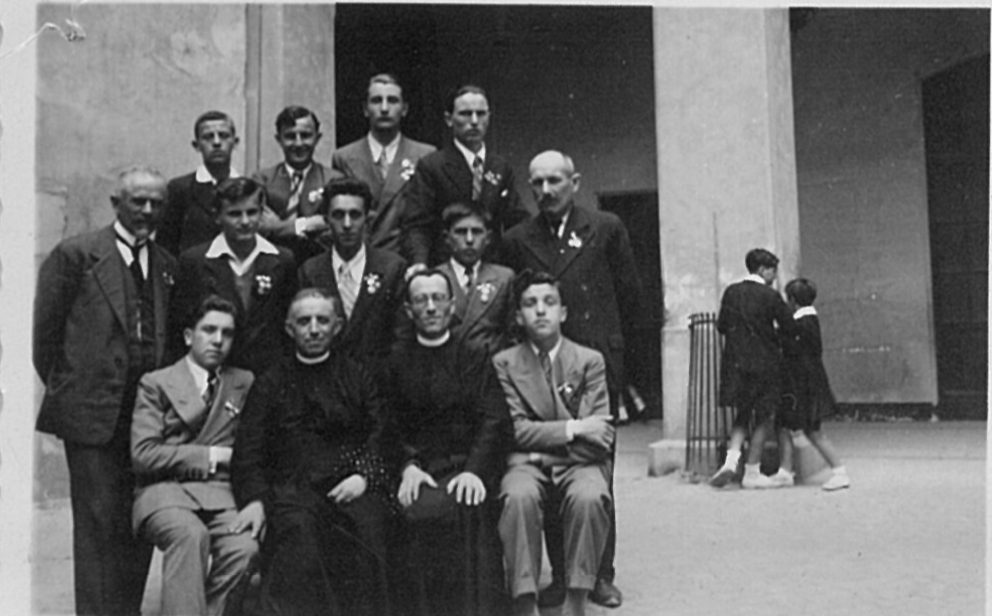
Gianotti e altri partigiani davanti alla chiesa di Sant'Edoardo, 1946.

La sera del 24 aprile 1945 un gruppo di partigiani bustocchi occupò la sede dell'Eiar della Repubblica di Salò dalla quale prese una trasmittente che venne successivamente installata in una stanza sotterranea della chiesa di Sant'Edoardo. Grazie a questa radio, don Ambrogio Gianotti e i suoi compagni impegnati nella lotta contro il fascismo contattarono gli alleati per ottenere informazioni inerenti l'operazione Chrysler. Fu proprio da questa radio che, il mattino del 25 aprile 1945 venne annunciata la liberazione di tutto il Nord Italia.
Ricevette la medaglia d'oro di cittadino benemerito di Busto Arsizio dal sindaco Gian Pietro Rossi nel 1966. Morì il 13 aprile 1969 e la sua salma venne tumulata all'interno della Chiesa di Sant'Edoardo.